# Kovács Imre Endre
Kovács Imre Endre (Nemesgulács, 1926. augusztus 28. – Csorna, 2014. október 28.) magyar premontrei szerzetes, kanonok, áldozópap, emeritus perjel, címzetes esperes, nyugalmazott plébános, történész, könyvtáros, levéltáros, a Csornai Premontrei Prépostság levéltárának vezetője.

## Élete és pályafutása
Kovács Imre Endre 1926. augusztus 28-án született Nemesgulácson. Anyai nagyszülei gyenesdiásiak voltak, és négyéves korában Gyenesdiásra került családjával, szülei kertészetet üzemeltettek a Temető utcában. Itt végezte el elemi iskoláinak első három osztályát, majd a negyedik osztályba már Keszthelyen járt. Ezt követően a keszthelyi premontrei gimnáziumban folytatta tanulmányait, 1944-ben tette le az érettségit. 1944. június 6-án, Csornán öltötte magára a premontrei kanonokrend fehér ruháját. 1948. június 7-én tette le örökfogadalmát Csornán. 1949. július 10-én pappá szentelték Pannonhalmán. A premontrei rend 1950-es feloszlatását követően a Váci egyházmegyében szolgált. Előbb Pesterzsébeten volt káplán, majd Csanyteleken, Szolnok-Belvárosban és Szentesen működött káplán-hitoktatóként. 1959–1993 között Kecskeméten az Árpád-házi Szent Erzsébet-templom igazgatója volt. 1970-ben teológiai doktorátust szerzett a budapesti Központi Hittudományi Akadémián.
A premontrei rendi élet újjáalakulása után 1993-tól a csornai közösségben élt és tevékenykedett, ahol előbb alperjel, majd perjel lett, valamint könyvtárosként és levéltárosként dolgozott. Emellett lelkipásztori munkát végzett a prépostsági templomban, illetve Maglócán a plébánosi teendőket látta el. Tíz éven keresztül ő volt a farádi plébánia vezetője is. Több mint hat évtizedes egyházi pályafutása során mintegy 27 ezer misét mondott. Egyháztörténészi munkásságának részeként megírta a Türjei Premontrei Prépostság történetét, eredményeket ért el a csornai prépostság, illetve a magyar rendtörténet kutatásában. Ennek elismeréseképpen 2004-ben beválasztották a Szent István Tudományos Akadémia rendes tagjai közé. 2009-ben tartotta gyémántmiséjét. Ugyanebben az évben megkapta a Csorna Városért emlékérem kitüntetést. 2009 novemberében Fraknói Vilmos-díjjal jutalmazták. Levéltárosként visszaszerezte a csornai prépostság államosított iratait, valamint megszervezte a Csornai Premontrei Prépostság levéltárát a Soproni Levéltár munkatársainak közreműködésével.
2014. október 28-án, nyolcvannyolc éves korában hunyt el Csornán. Temetését november 8-án tartották, a keszthelyi Szent Miklós-temetőben, a premonteriek kriptájában nyugszik.

## Művei
- Kovács Imre Endre–Legeza László: Premontreiek; előszó Horváth Lóránt Ödön; Mikes, Bp., 2002 (Szerzetesrendek a Kárpát-medencében)